# How the Ghosts Stole Christmas
«How the Ghosts Stole Christmas» es el sexto episodio de la sexta temporada de la serie de televisión de ciencia ficción The X-Files. Se estrenó en la cadena Fox el 13 de diciembre de 1998. Fue escrito y dirigido por el creador de la serie Chris Carter, y contó con apariciones especiales de Edward Asner y Lily Tomlin. El episodio es una historia del «monstruo de la semana», desconectada de la amplia mitología de la serie. «How the Ghosts Stole Christmas» obtuvo una calificación Nielsen de 10,6 y fue visto por 17,3 millones de personas en su emisión inicial. El episodio recibió críticas en su mayoría positivas de los críticos, aunque algunas reseñas criticaron el episodio por simplificar demasiado a los personajes.
El programa se centra en los agentes especiales del FBI Fox Mulder (David Duchovny) y Dana Scully (Gillian Anderson) que trabajan en casos vinculados a lo paranormal, llamados expedientes X. Mulder cree en lo paranormal, mientras que a la escéptica Scully se le ha asignado la tarea de desacreditar su trabajo. En este episodio de temática navideña, Mulder y Scully vigilan una supuesta casa embrujada. El dúo pronto descubre un par de espectros enamorados que viven dentro de la casa y están decididos a demostrar lo solitarias que pueden ser las vacaciones.
Carter basó el episodio en una idea en la que él y su colega escritor Frank Spotnitz habían estado trabajando, ambientada en una casa encantada. Con el elenco más pequeño de un episodio de X-Files, con solo cuatro actores, y un solo set, «How the Ghosts Stole Christmas» fue el episodio más barato de la sexta temporada. Sin embargo, la drástica reducción del presupuesto ejerció más presión sobre los principales actores.

## Argumento
Dana Scully (Gillian Anderson) responde de mala gana a la llamada de Fox Mulder (David Duchovny) en Nochebuena para investigar una casa embrujada en Maryland. Explica que durante la Navidad de 1917, una joven pareja que vivía en la casa hizo un pacto de amantes, matando uno al otro y suicidándose el restante. Explica que no podían soportar la idea de estar solos después de la muerte del otro y durante la otra vida; querían pasar toda la eternidad juntos. Ahora, afirma Mulder, acechan la casa cada Nochebuena.
Scully, que no quiere abandonar sus planes navideños, sigue a Mulder al interior de la casa para recuperar las llaves de su auto, y la puerta de la mansión se cierra de golpe. En el interior de la casa, los agentes experimentan extraños fenómenos: se escuchan crujidos en el techo del piso superior, y se ve la sombra en forma de una anciana en camisón, entre otras ocurrencias. Mulder y Scully deciden a regañadientes investigar el piso encima de ellos. Allí, encuentran una enorme biblioteca que almacena dos cadáveres que tienen la misma ropa y peinados que los agentes, junto con dos heridas de bala. Deciden buscar en otras habitaciones, solo para descubrir que cada puerta por la que pasan es la misma sala de la biblioteca por la que entraron por primera vez. Luego deciden separarse, con la esperanza de encontrar una manera de salir de la habitación.
Mientras están separados, conocen a los habitantes de la mansión: Maurice (Ed Asner) y Lyda (Lily Tomlin). Los fantasmas pronto vuelven a los agentes unos contra otros. A Scully le dicen que Mulder la matará. Scully se reencuentra con Mulder, solo para que él saque un arma y le dispare. Scully, completamente confundida, pierde el conocimiento y la perspectiva cambia. Se revela que Lyda es en realidad quien lleva a cabo estas acciones y, a través de su habilidad fantasmal para crear apariciones, hace que Scully vea a Mulder. Mientras tanto, Mulder se encuentra con Scully sangrando tirada en el suelo. Cuando él se inclina sobre ella para tratar de ayudarla, ella le dispara a Mulder en el estómago. Nuevamente, la audiencia ve que es Lyda haciéndose pasar por Scully, manipulando a Mulder.
Tanto Mulder como Scully bajan las escaleras a trompicones con la esperanza de salir a morir. Se encuentran junto a la puerta, ambos arrastrándose por el suelo, cubiertos de enormes cantidades de sangre. Scully afirma que él le disparó, mientras que Mulder afirma que ella le disparó a él. Mulder se da cuenta de que eso no pudo haber sucedido y se levanta. La ilusión se rompe y los dos abandonan la casa. Maurice y Lyda se sientan junto al fuego, tomados de la mano, y dicen que casi tuvieron a los dos agentes. Mientras tanto, en el apartamento de Mulder, Mulder y Scully intercambian regalos, aunque se dijeron que no lo harían.

## Producción

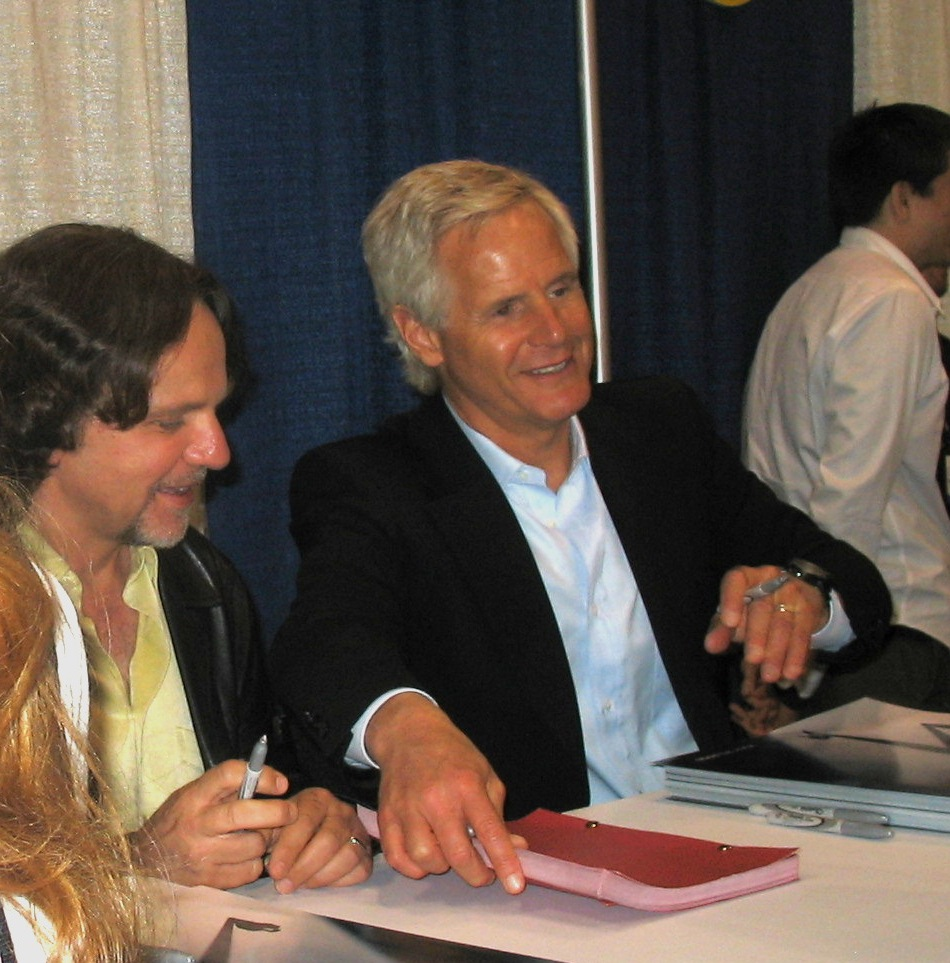
«How the Ghosts Stole Christmas» se basó en una idea de Frank Spotnitz (izquierda) y Chris Carter (derecha) que presenta una casa embrujada.

### Concepción y escritura
El escritor, director y creador de la serie Chris Carter basó «How the Ghosts Stole Christmas» en torno a una idea de historia en la que él y su colega escritor y productor ejecutivo Frank Spotnitz habían estado trabajando sobre una casa embrujada. La única escena que los dos realmente habían desarrollado fue lo que se convertiría en el clímax del episodio: Mulder y Scully tirandose por el suelo, sangrando profusamente. Carter también quería mantener toda la acción en un solo set, lo que llevó al diseñador de producción Corey Kaplan a proponer que la basaran en el apartamento de Scully, un set que el equipo no había usado durante un tiempo. Sin embargo, Carter, queriendo mantener el motivo de la casa embrujada, decidió ambientar el episodio en una casa embrujada y le pidió a Kaplan que diseñara una mansión que fuera «sombría, pero no demasiado sombría [...] decrépita, pero no demasiado decrépita, y desierta, pero no demasiado desierta».

### Reparto y rodaje
«How the Ghosts Stole Christmas» contó con el elenco más pequeño de cualquier episodio de X-Files, con solo Duchovny, Anderson y las dos estrellas invitadas interactuando. Lily Tomlin, quien interpretó el papel de Lyda, se había acercado originalmente a los productores de The X-Files varias temporadas antes y pidió ser elegida para un episodio. Carter accedió a reunirse con ella y los dos discutieron posibles ideas para episodios futuros. Varios años más tarde, Carter decidió escribir «How the Ghosts Stole Christmas» en gran medida como un vehículo para ella. Al principio, Carter quería que Bob Newhart interpretara el papel de Maurice. Sin embargo, Newhart no estaba interesado, por lo que el equipo de producción se acercó a Ed Asner, quien estuvo de acuerdo.
La producción del episodio fue básica y utilizó solo unos pocos decorados. Debido a esto, «How the Ghosts Stole Christmas» fue el episodio de la sexta temporada más barato; sin embargo, la reducción del presupuesto hizo que escribir y dirigir el episodio fuera un desafío, ya que Carter se vio obligado a trabajar con limitaciones de producción más estrictas. Las escenas exteriores fueron filmadas frente a la Mansión Piru en Piru, California, donde se filmó el episodio de la sexta temporada «The Rain King» El día antes de que comenzara el rodaje en la mansión, se produjo un incendio detrás del edificio. Afortunadamente, después de una hora, los bomberos locales pudieron controlar el incendio cavando un cortafuegos, y el fuego se detuvo a solo 300 pies de la casa.

### Efectos y música
Al editor de efectos especiales Bill Millar se le asignó la tarea de diseñar los «agujeros de bala sin sangre» que Scully, y más tarde Mulder, descubren en Maurice y Lyda. Para crear este efecto, Millar colocó tela fluorescente en los lugares que se convertirían en las heridas de bala. Luego se agregó una luz ultravioleta a la iluminación del escenario, «reflejando de manera invisible» la luz ultravioleta, que Millar utilizó como datos de seguimiento. Luego se quitó la tela durante la posproducción y en su lugar se pegaron heridas de bala generadas por computadora. Millar admite que la técnica fue tomada prestada de la película Death Becomes Her de 1992, aunque admitió sarcásticamente que «lo hicimos mejor y con menos dinero». Más tarde, Anderson criticó la sangre falsa utilizada en el episodio porque la gran cantidad se coaguló rápidamente y formó un «caos gomoso».
Mark Snow, el compositor del episodio, admitió haber «copiado» la «Toy» Symphony de Joseph Haydn para crear la espeluznante partitura para clavicémbalo de inspiración barroca. Snow también admite que otra influencia importante para el episodio fue la «brillante» banda sonora de Johnny Mandel para la película Deathtrap (1982).

## Emisión y recepción
«How the Ghosts Stole Christmas» se emitió por primera vez en los Estados Unidos el 13 de diciembre de 1998. Este episodio obtuvo una calificación Nielsen de 10,6, con una participación de 16, lo que significa que aproximadamente el 10,6 por ciento de todos los hogares equipados con televisión, y el 16 por ciento de los hogares que veían televisión, sintonizaron el episodio. Fue visto por 17,30 millones de espectadores. Fox promovió el episodio con el lema «Esta temporada navideña... comparte el don del terror». Corey Kaplan ganó más tarde un premio a la excelencia de la Sociedad de Directores de Arte de Cine y Televisión por su trabajo en «How the Ghosts Stole Christmas».
El episodio recibió críticas en su mayoría positivas de los críticos, con algunos detractores. Sight on Sound calificó el episodio como «uno de los mejores episodios navideños de cualquier serie». La reseña llamó a «How the Ghosts Stole Christmas», «un regalo navideño extremadamente creativo y posiblemente amargo, perfecto para [Navidad] con su mezcla de horror, comedia y toques de romance». El escritor de Static Mass, Patrick Samuel, otorgó al episodio cinco estrellas y dijo: «Mientras [Mulder y Scully] desenvuelven alegremente sus regalos al final, este episodio es algo que realmente hace que mis propias Navidades se sientan un poco más completas». La escritora de Den of Geek, Juliette Harrisson, en una reseña de «Monday», dijo, «La sexta temporada incluyó algunos episodios más excelentes [y] episodios de comedia clásica que incluyen, “How The Ghosts Stole Christmas”». DVD.net llamó a «How the Ghosts Stole Christmas» un episodio independiente «clásico». SFX nombró el episodio como el sexto mejor de los «Episodios navideños de ciencia ficción y fantasía» y señaló que estaba lleno de «líneas clásicas, algunos trucos ingeniosos».
Zack Handlen de The A.V. Club le dio al episodio una crítica muy positiva y le otorgó una calificación de A. Señaló que el episodio fue escrito de manera similar al anterior, escrito por Carter «The Post-Modern Prometheus». Handlen escribió que ambas entradas «tienen una vibra alegre en la que todos salen bien al final». Él, sin embargo, concluyó que «el episodio vive y muere gracias a la fuerza de sus dos estrellas invitadas» antes de escribir que «Asner y Tomlin están más que a la altura de la tarea». Earl Cressey de DVD Talk llamó a «How the Ghosts Stole Christmas» como uno de los «puntos destacados de la sexta temporada». Robert Shearman y Lars Pearson, en su libro Wanting to Believe: A Critical Guide to The X-Files, Millennium & The Lone Gunmen, calificaron el episodio con cinco estrellas de cinco. Tom Kessenich, en su libro Examinations: An Unauthorized Look at Seasons 6–9 of the X-Files le dio al episodio una crítica más mixta a positiva, señalando la falta de oscuridad en el episodio. Escribió: «Está bien, me gustó mucho este episodio. […] Pero si bien he disfrutado el puro valor de entretenimiento de los últimos tres programas, realmente anhelo algo un poco siniestro y oscuro».
No todas las críticas fueron tan positivas. Paula Vitaris de Cinefantastique le dio al episodio una crítica muy negativa y le otorgó una estrella y media sobre cuatro. Vitaris no estaba contento con la forma en que se caracterizaban a Maurice y Lyda, y señaló que su método de intentar que Mulder y Scully se mataran entre sí resultó en un «diálogo psicocháchara interminable». La escritora del Michigan Daily, Melissa Runstrom, en una reseña de la sexta temporada, describió «How the Ghosts Stole Christmas» como «cursi» y «exagerada». Ella lo identificó como el episodio más débil de la sexta temporada.